# Port lotniczy Rurutu
Port lotniczy Rurutu – port lotniczy położony na wyspie Rurutu, należącej do Polinezji Francuskiej.

## Linie lotnicze i połączenia
| Linia Lotnicza | Kierunek                                 |
| -------------- | ---------------------------------------- |
| Air Tahiti     | 1. Papeete 2. Rimatara 3. Tubuai-Mataura |